# Edamame
L'edamame (枝豆) est une préparation de fèves de soja immatures (encore vertes), d'origine extrême-orientale, consommée notamment au Japon, en Corée, en Chine et à Hawaï. Ces fèves sont souvent servies dans les restaurants japonais, en cosses, en guise d'apéritif, comme accompagnement de bière.

## Étymologie

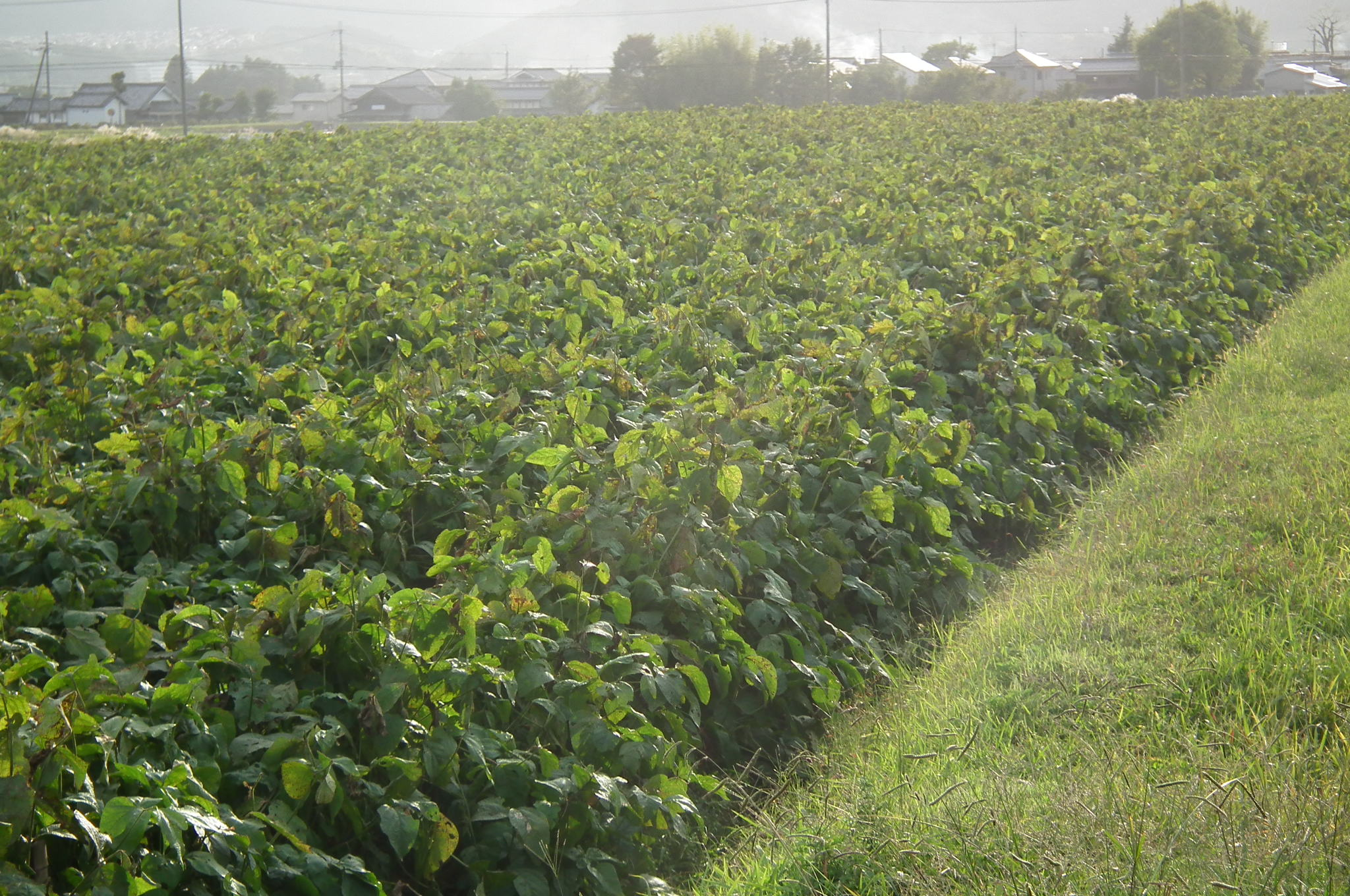
Culture d'edamame.

Le nom japonais edamame (枝豆) signifie littéralement « haricot branche », eda (枝) signifiant « branche », et mame (豆), « haricot ». Cette expression fait référence au soja cultivé avec ses jeunes rameaux.

## Histoire
La plus ancienne référence concernant les edamame au Japon date de l'année 1275, quand le célèbre moine Nichiren a écrit une note pour remercier un habitant local pour le don d'edamame fait à son temple.

### Préparation japonaise
Les gousses de soja, de variétés à grain jaune ou noir (dit « haricot noir » [kuromame], ex. : Glycine max Tambaguro), sont cueillies vertes avant maturité. Elles sont cuites dans l'eau bouillante ou à la vapeur.
On ajoute toujours du sel sur les edamame, soit dans l'eau bouillante avant d'y plonger les gousses de soja vert, soit après la cuisson. Ils sont généralement servis après avoir refroidi, mais peuvent aussi être consommés chauds.
La consommation d'edamame doit être évitée par les personnes allergiques au soja.

## Nutrition
Les edamame sont riches en éléments nutritifs tels que des protéines, de la vitamine E, des fibres, etc. Ils contribuent également à la digestion des alcools. Ainsi, au Japon, ils sont très populaire pour accompagner le saké et la bière.